# Skrzydlów
Skrzydlów est une localité polonaise de la gmina de Kłomnice, située dans le powiat de Częstochowa en voïvodie de Silésie.